# Filadelfio Basile
Filadelfio Guido Basile (Catania, 5 gennaio 1957 – Catania, 10 dicembre 2010) è stato un politico italiano.

## Biografia
Figlio del chirurgo e accademico Attilio Basile, è stato ordinario di fondamenti di politica agraria presso la facoltà di agraria dell'Università di Catania.
Eletto per la prima all'Assemblea regionale siciliana nel 1991 nella lista della Democrazia Cristiana, ha anche fatto parte della giunta regionale ricoprendo l'incarico di assessore al Turismo nella giunta guidata da Matteo Graziano. Nel 2001 si candida al Senato con Forza Italia e viene eletto. Durante la legislatura lascerà Forza Italia per passare nel 2005 e fino al termine della legislatura alla Margherita. Al Senato ha fatto parte delle commissioni affari costituzionali, difesa, bilancio, agricoltura e  politiche dell'Unione Europea. Dal 2004 al 2006 è stato segretario del Movimento Europeo.
Morì a soli 53 anni il 10 dicembre 2010 dopo una lunga malattia. Nel 2015, a cinque anni dalla scomparsa, l'ateneo di Catania gli ha intitolato un'aula universitaria.
Era inoltre fratello minore di Francesco Basile, anche lui chirurgo, docente e successivamente rettore dell'Università di Catania, carica che ha ricoperto dal 2017 al 2019.